# Aenigmopteris dubia
Aenigmopteris dubia är en ormbunkeart som först beskrevs av Edwin Bingham Copeland, och fick sitt nu gällande namn av Holtt. Aenigmopteris dubia ingår i släktet Aenigmopteris och familjen Tectariaceae. Inga underarter finns listade.